# Barcelos, Vila Boa e Vila Frescainha (São Martinho e São Pedro)
Barcelos, Vila Boa e Vila Frescainha (São Martinho e São Pedro) (llamada oficialmente União das Freguesias de Barcelos, Vila Boa e Vila Frescainha (São Martinho e São Pedro)) es una freguesia portuguesa del municipio de Barcelos, distrito de Braga.

## Historia
Fue creada el 28 de enero de 2013 en aplicación de una resolución de la Asamblea de la República de Portugal promulgada el 16 de enero de 2013 con la unión de las freguesias de Barcelos, São Martinho de Vila Frescaínha, São Pedro de Vila Frescaínha y Vila Boa, pasando su sede a estar situada en la antigua freguesia de Barcelos.

## Demografía
| Gráfica de evolución demográfica de Barcelos, Vila Boa e Vila Frescainha (São Martinho e São Pedro) entre 2011 y 2021 |
| |
| Datos según el nomenclátor publicado por el INE portugués.                                                            |